# Mjortvyje dusji
Mjortvyje dusji (ryska: Мёртвые души) är en rysk komedifilm från 1909 regisserad av Pjotr Tjardynin, i fem scener baserad på Gogols roman med samma namn.

## Rollista
- Ivan Kamskij – Tjitjikov
- Vasilij Stepanov – Sobakevitj
- Antonina Pozjarskaja
- Pjotr Tjardynin – Nozdrev
- Aleksandra Gontjarova